# Shi Tao (journalist)
Shi Tao (Vereenvoudigd Chinees: 师涛, Traditioneel Chinees: 師濤; Hanyu pinyin: Shī Tāo) (Wuzhong, 25 juli 1968) is een Chinees journalist, dichter, schrijver en dissident. Sinds 27 april 2005 zat hij een straf van tien jaar cel uit. Op 5 september 2013 werd hij plots vrijgelaten, na 8 jaar en 6 maanden gevang. Hij bedankte Amnesty International voor haar briefschrijfactie.

## Leven
Via zijn persoonlijke e-mailadres op Yahoo! verstuurde hij in 2004 aantekeningen bij een brief van de Communistische Partij naar een Amerikaanse mensenrechtenwebsite (Asia Democracy Foundation). De brief die hij doorstuurde bevatte een oproep aan de Chinese media om geen verslag uit te brengen over de vijftiende verjaardag van het bloedbad op het Tiananmen-plein. Tot 2004 was hij nieuwschef geweest bij de financiële krant Dangdai Shangbao in de provincie Hunan.
Na Shi Tao's veroordeling kwam er veel kritiek op Yahoo! omdat de Chinese vestiging van het bedrijf de gegevens van de man had doorgespeeld aan de autoriteiten.

## Onderscheiding
In 2005 won Shi de van de Committee to Protect Journalists.
In 2007 werd Shi onderscheiden met de internationale Gouden Pen van de Vrijheid die jaarlijks door de World Association of Newspapers wordt toegekend.